# Amblyopone bierigi
Amblyopone bierigi är en myrart som först beskrevs av Santschi 1930.  Amblyopone bierigi ingår i släktet Amblyopone och familjen myror. Inga underarter finns listade i Catalogue of Life.